# Infiniti Q50
Infiniti Q50 – samochód osobowy klasy średniej produkowany przez japoński koncern motoryzacyjny Nissan pod marką Infiniti w latach 2013–2024.

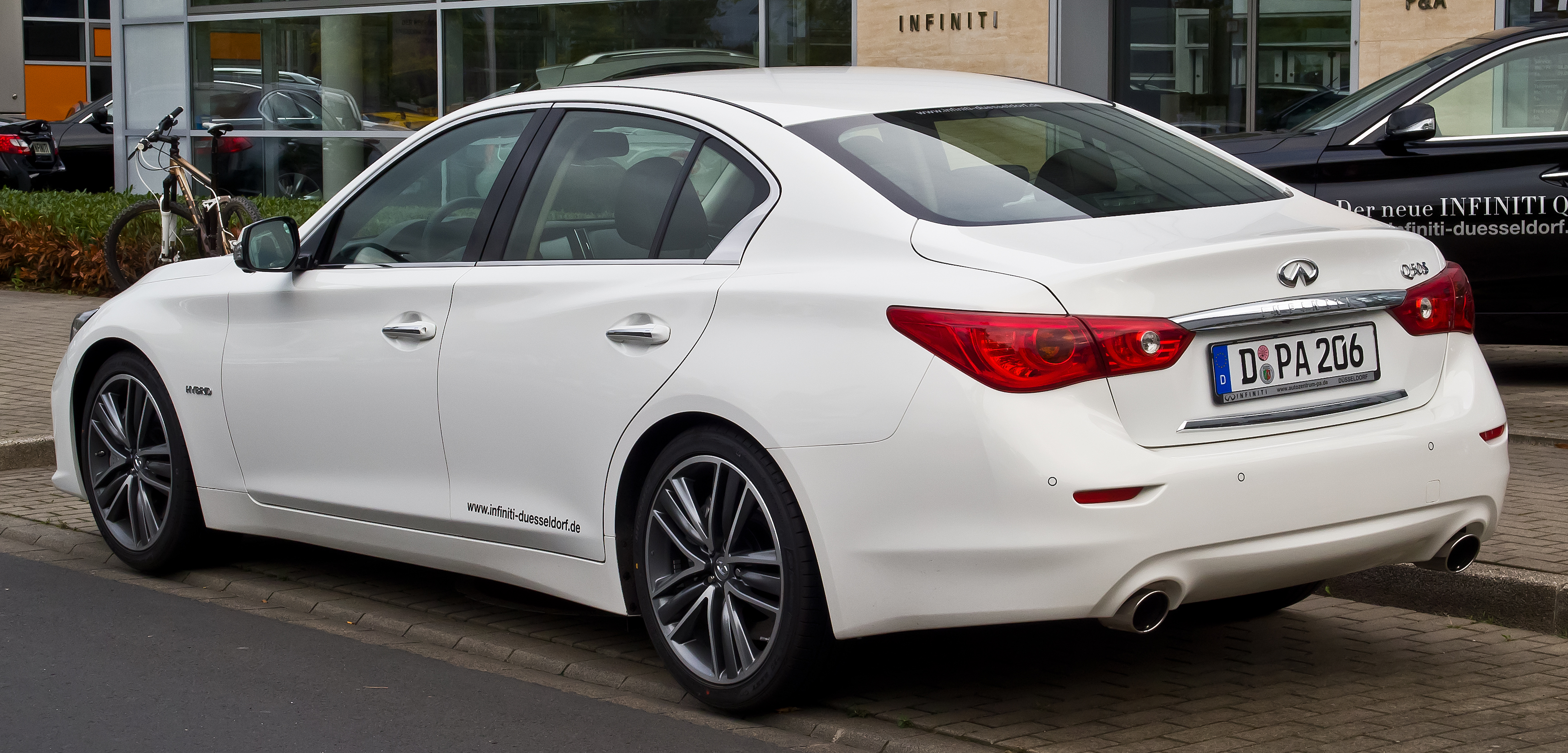
Tył Q50

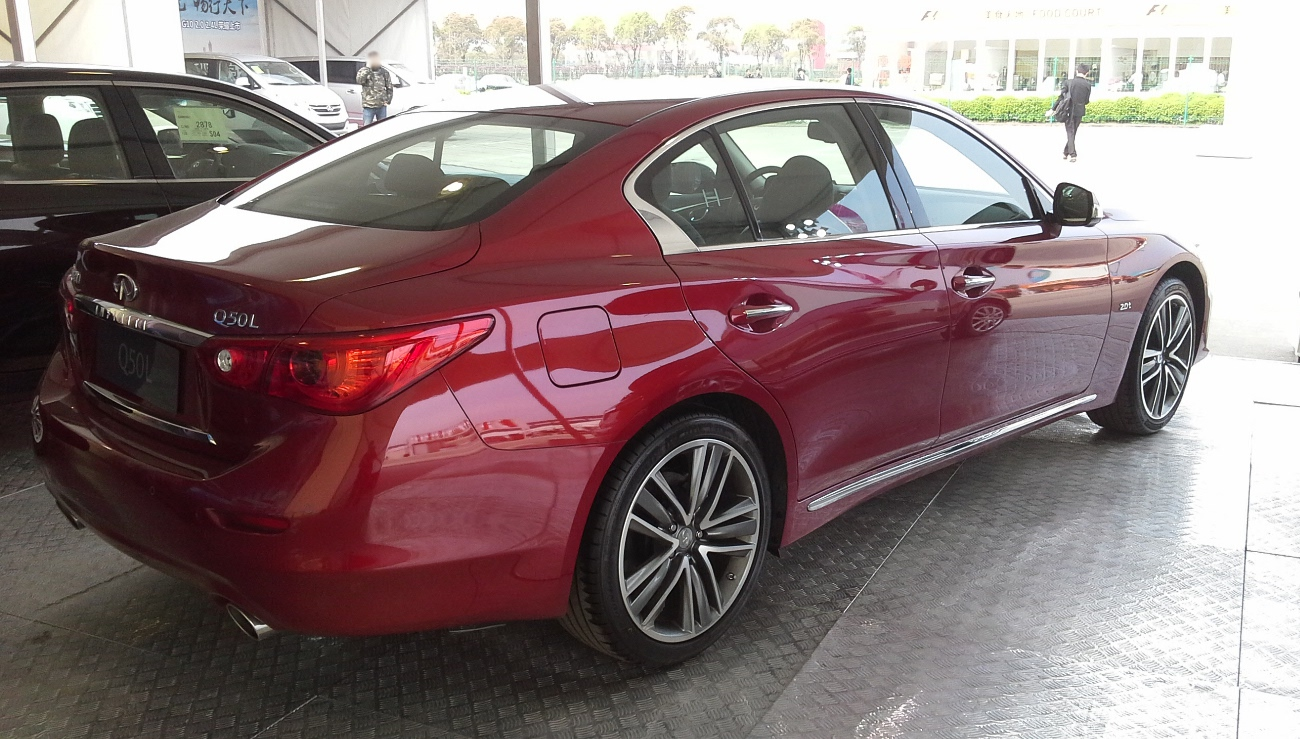
Tył Q50L

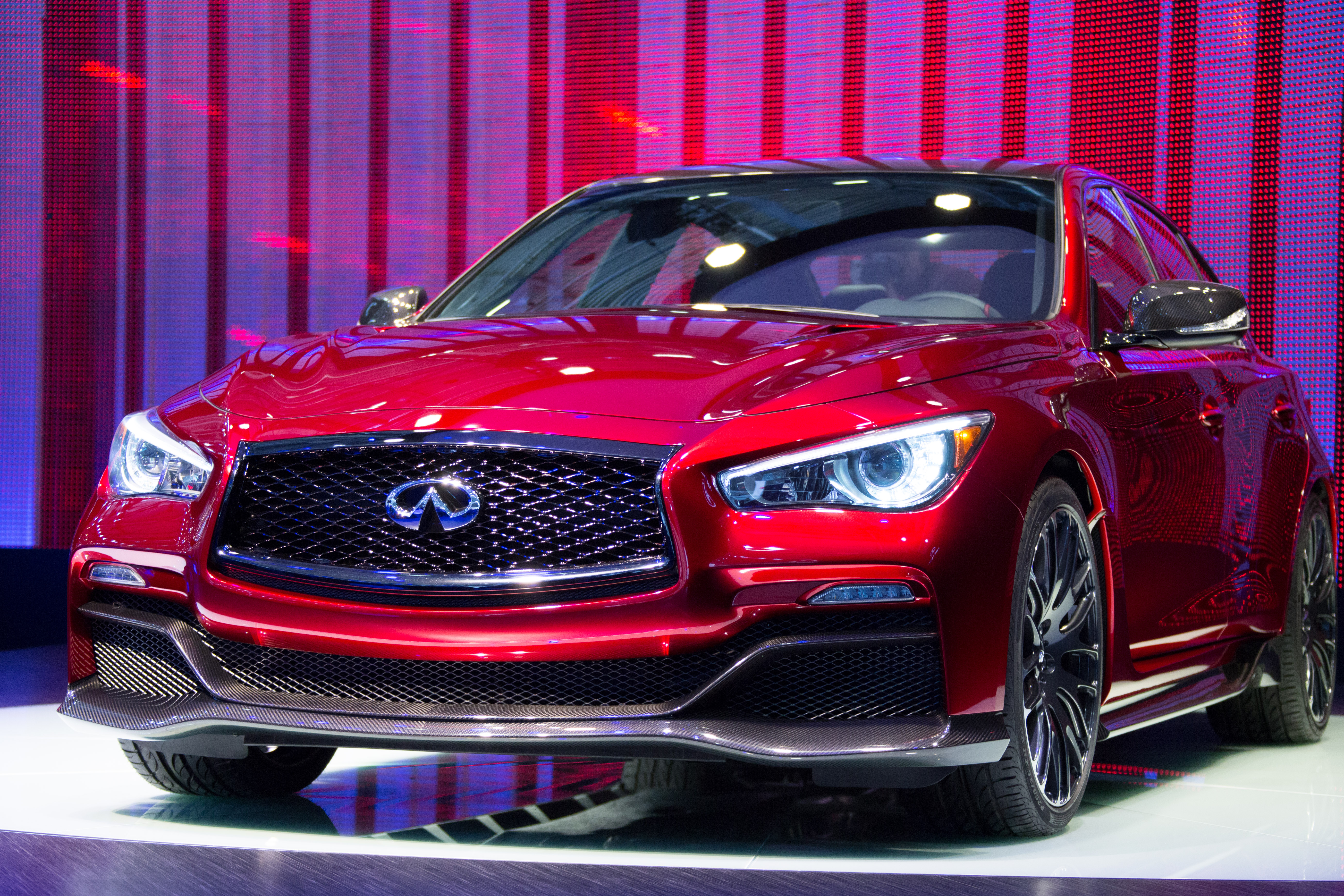
Infiniti Q50 Eau Rouge

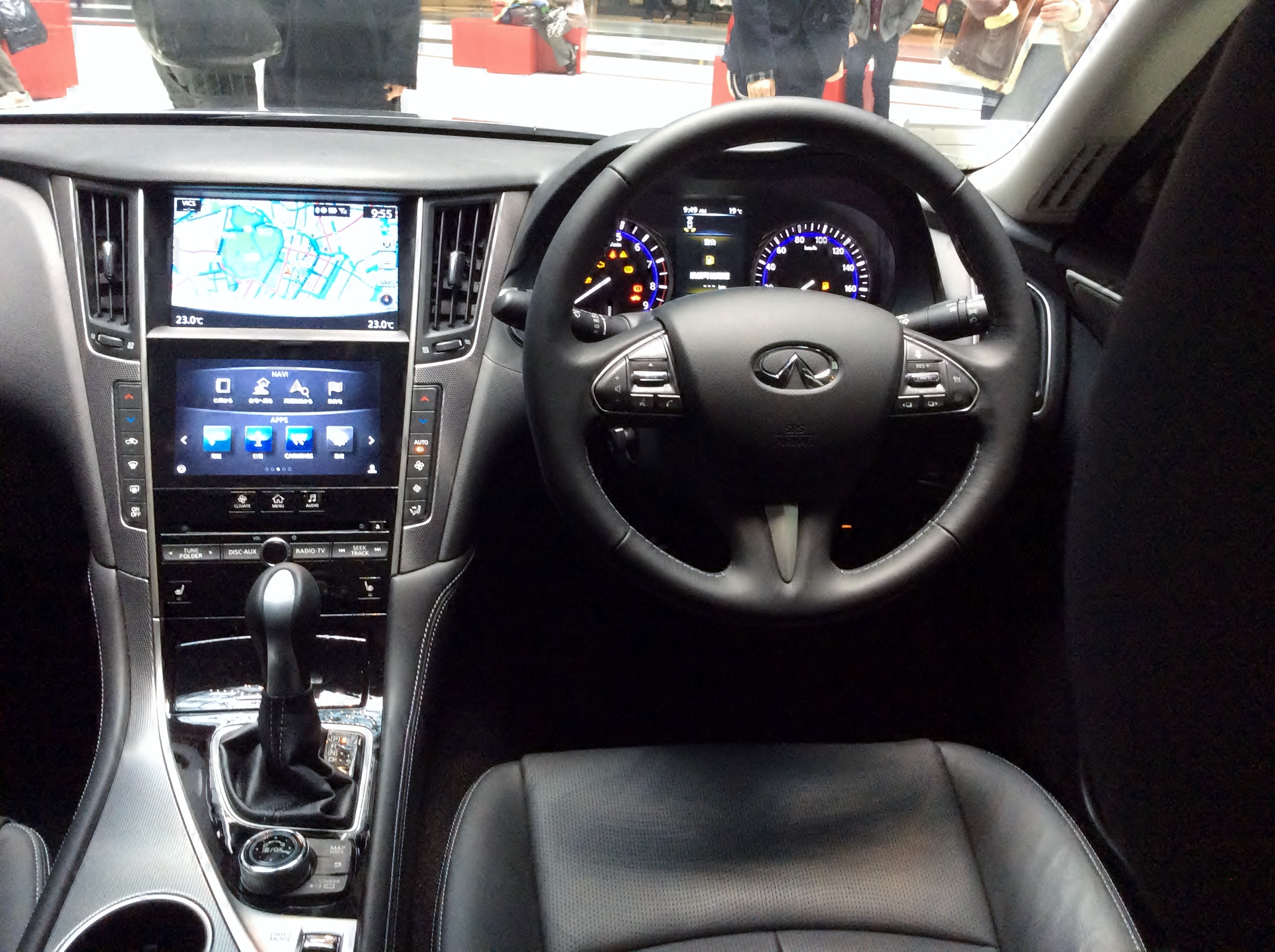
Wnętrze Q50

Samochód został po raz pierwszy zaprezentowany podczas targów motoryzacyjnych w Detroit na początku 2013 roku jako następca modelu G i pierwszy model kultywujący nowe zasady nazewnictwa modeli marki na literę Q. W pracach przy tworzeniu pojazdu brał udział kierowca Formuły 1 - Sebastian Vettel. Przód auta stylistycznie nawiązuje do innych modeli marki dzięki zastosowaniu charakterystycznej atrapy chłodnicy, reflektorów oraz wlotów powietrza w przednim zderzaku. Samochód jako pierwszy na świecie został seryjnie wyposażony w system adaptacyjnego kierowania pojazdem (DAS). Zaletą DAS jest dostosowywanie oporów kierownicy i jej przełożeń do osobistych preferencji kierowcy i rodzaju nawierzchni. Integralnym elementem DAS jest innowacyjny aktywny asystent toru jazdy (ALC), który wyręcza kierowcę w korektach skrętu kierownicy, potrzebnych do utrzymania samochodu na obranym pasie ruchu podczas jazdy autostradą.
Podczas targów motoryzacyjnych w Detroit zaprezentowano koncept pod nazwą Q50 Eau Rouge, który jest sportową odmianą cywilnej wersji pojazdu. Koncept wyposażony został w turbodoładowany silnik benzynowy w układzie V6 o pojemności 3.6 l i mocy 568 KM. Auto wyróżnia się aerodynamicznym pakietem ospojlerowania wykonanym z karbonu, a także dachem i obudowami lusterek zewnętrznych.
W sierpniu 2014 roku zaprezentowano przeznaczoną na rynek chiński przedłużoną wersję pojazdu o nazwie Q50L. 
Pod koniec 2015 roku do listy jednostek napędowych na rok modelowy 2016 został dodany podwójnie doładowany silnik benzynowy w układzie V6 o pojemności 3 l i mocy 304 oraz 405 KM. Przy okazji zmodernizowano 2 l silnik benzynowy produkcji niemieckiego koncernu Mercedes-Benz w którym zmniejszono moc z 211 do 208 KM. Przy okazji w pojeździe zamontowano drugą generację systemu adaptacyjnego kierowania pojazdem (DAS), która została kompleksowo zmodyfikowana. Do listy wyposażenia standardowego dodano także m.in. sterowane elektronicznie zawieszenie dynamiczne Infiniti (DSS).

## Wersje wyposażeniowe
- Q50
- Premium
- Sport
- Hybrid
- Poltrona Frau - edycja limitowana

Standardowe wyposażenie pojazdu obejmuje m.in. ABS, ESP, 6 poduszek powietrznych, tempomat, ogranicznik prędkości, aktywny układ kierowniczy o zmiennej sile wspomagania, diody LED zastosowane w tylnych światłach, reflektorach przeciwmgłowych oraz kierunkowskazach zintegrowanych z podgrzewanymi lusterkami zewnętrznymi, a także w podświetleniu progów, samo naprawiającą się powłokę lakierniczą oraz asystenta pasa ruchu, system start&stop, system ułatwiający ruszanie na wzniesieniu, dwa ekrany obsługiwane dotykowo lub za pomocą gestów w konsoli centralnej, 6-głośnikowy system audio z Bluetooth, system sterowania głosem, dwustrefową klimatyzację.
Pakiety:
- Komfort - przednie i tylne czujniki parkowania z wyświetlaczem, czujnik deszczu, automatyczna recyrkulacja powietrza i filtr impregnowany polifenolem z winogron jako elementy dwustrefowej klimatyzacji
- Multimedialny - 14 głośnikowy system multimedialny Bose, system nawigacji Infiniti
- Powitanie - wyposażenie standardowe w wersjach Sport i Hybrid obejmujące system monitorujący i pokazujący na wyświetlaczu poziom ciśnienia w poszczególnych oponach (TPMS), podgrzewane i elektrycznie składane lusterka zewnętrzne z synchronizacją składania, inteligentny kluczyk I-Key z systemem smart access i poszerzoną pamięcią, system oświetlenia sekwencyjnego, kolumna kierownicy z elektryczną regulacją wysokości i oddalenia, elektryczna regulacja przednich foteli z funkcją pamięci, elektryczna regulacja podparcia odcinka lędźwiowego w fotelu kierowcy
- Widoczność - system doświetlania zakrętów AFS, reflektory w technologii LED z automatyczną regulacją wysokości i światłem do jazdy dziennej, zapobiegające oślepianiu kierowców pojazdów nadjeżdżających z przeciwka oraz ułatwiająca parkowanie panoramiczna kamera 360°
- Kierowanie - wyposażenie standardowe w wersjach Sport i Hybrid obejmujące system adaptacyjnego kierowania pojazdem dostosowujący parametry układu kierowniczego do stylu jazdy oraz aktywny asystent toru jazdy, pomagający utrzymać auto pośrodku pasa ruchu bez konieczności dokonywania korekt skrętu kierownicy
- Tarcza Bezpieczeństwa - inteligentny tempomat z funkcją hamowania, systemy ostrzegania o niekontrolowanej zmianie pasa ruchu oraz zapobiegania niekontrolowanej zmianie pasa ruchu, systemy ostrzegania przed martwym polem i eliminacji martwego pola, prewencyjny system hamowania awaryjnego, system ostrzegania przewidujący kolizję pojazdu poprzedzającego nas bezpośrednio z pojazdem jadącym przed nim. Wersje z przekładnią automatyczną mają ponadto wspomaganie kontroli dystansu i system zapobiegania kolizjom z tyłu.

## Silniki[8][9][10][11][12][13]
| Silnik                | Pojemność skokowa [cm³] | Moc maksymalna [KM] ([kW]) przy obr./min | Maks. moment obrotowy [Nm] przy obr./min | Układ i liczba cylindrów | Przyśpieszenie (s) 0-100 km/h | Prędkość maksymalna km/h | Spalanie (l/100km) |                    |                    |
| Silniki benzynowe:    | Silniki benzynowe:      | Silniki benzynowe:                       | Silniki benzynowe:                       | Silniki benzynowe:       | Silniki benzynowe:            | Silniki benzynowe:       | Silniki benzynowe: | Silniki benzynowe: | Silniki benzynowe: |
| --------------------- | ----------------------- | ---------------------------------------- | ---------------------------------------- | ------------------------ | ----------------------------- | ------------------------ | ------------------ | ------------------ | ------------------ |
| 2.0 Turbo             | 1991                    | 208/211 (155)                            | 350                                      | R4                       | 7,2                           | 245                      | 6,3-6,5            |                    |                    |
| 3.0 TwinTurbo         | 2997                    | 304/6400                                 | 400/1600-5200                            | V6                       | b.d.                          | b.d.                     | b.d.               |                    |                    |
| 3.0 TwinTurbo         | 2997                    | 405/6400                                 | 475/1600-5200                            | V6                       | 5,1                           | 250                      | 9,1                |                    |                    |
| 3.7                   | 3696                    | 333 (245)                                | 365                                      | V6                       | 5,5 AWD: 5,8                  | b.d.                     | 10,2               |                    |                    |
| Silniki wysokoprężne: |                         |                                          |                                          |                          |                               |                          |                    |                    |                    |
| 2.2                   | 2143                    | 170 (125)                                | 400                                      | R4                       | 8,7 automat: 8,5              | 230                      | 4,4 automat: 4,8   |                    |                    |
| Silniki hybrydowe:    |                         |                                          |                                          |                          |                               |                          |                    |                    |                    |
| 3.5                   | 3498                    | 364 (268)                                | 546                                      | V6                       | 5,1 AWD: 5,4                  | 250                      | 6,2 AWD: 6,8       |                    |                    |

### Hybryda[14]
Wersja hybrydowa składa się z silnika benzynowego w układzie V6 o pojemności 3,5 l produkującego 306 KM oraz silnika elektrycznego o mocy 50 kW produkującego 68 KM. Moc netto całego układu hybrydowego wynosi 364 KM.
|                    | Moc maksymalna (KM, kW) | Maksymalny moment obrotowy |
| ------------------ | ----------------------- | -------------------------- |
| Silnik benzynowy   | 306 KM (225 kW)         | 350 Nm                     |
| Silnik elektryczny | 68 KM (50 kW)           | 290 Nm                     |
| Łączna moc układu  | 364 KM (268 kW)         | 546 Nm                     |